# Adrian Newey
Adrian Martin Newey (Stratford-upon-Avon, 26 dicembre 1958) è un ingegnere e dirigente sportivo britannico dell'Aston Martin F1 Team.
Ha lavorato sia in Formula 1, sia in IndyCar Series come ingegnere di pista, aerodinamico, progettista e direttore tecnico, e ha raccolto successi in entrambe le categorie.
Emerso ad inizio anni 90 come uno dei migliori ingegneri della storia della Formula 1, è considerato il progettista più vincente di tutti i tempi, grazie ai suoi 14 titoli mondiali piloti conquistati (4 con Williams nel 1992, 1993, 1996 e 1997, 2 con McLaren nel 1998 e 1999, 8 con la Red Bull dal 2010 al 2013 e dal 2021 al 2024), 12 titoli costruttori (5 con la Williams dal 1992 al 1994, nel 1996 e 1997, 1 con la McLaren nel 1998, 6 con la Red Bull dal 2010 al 2013 e nel 2022 e 2023) e oltre 200 gran premi vinti (54 con la Williams tra il 1990 ed il 1996, 41 con la McLaren tra il 1998 ed il 2005 e ben 116 con la Red Bull tra il 2009 al 2024). Inoltre le auto da lui mandate in pista hanno raggiunto la pole position oltre 200 volte (64 con la Williams tra il 1990 ed il 1996, 39 con la McLaren tra il 1998 ed il 2005 e più di un centinaio con la Red Bull tra il 2009 ed il 2024).

## Carriera

### Gli inizi
Nato a Stratford-upon-Avon, città natale di William Shakespeare, Newey ha frequentato la Repton School (insieme a Jeremy Clarkson, uno dei conduttori di The Grand Tour ed ex conduttore del programma televisivo britannico Top Gear). Ha poi ottenuto una First Class honours degree in ingegneria aeronautica e ingegneria aerospaziale dalla Università di Southampton nel 1980. 
Appassionato sin dall'infanzia di piste elettriche e slot car, presenta la propria passione nel volume Scalextric, a race through time, the official 50th anniversary book ove appare anche fotografato a soli otto anni alle prese con pista e macchinine.
Subito dopo gli studi cominciò a lavorare nel mondo dei motori per il team di Formula Uno Fittipaldi sotto la guida di Harvey Postlethwaite. Nel 1981 entrò nel gruppo March. Dopo un periodo come ingegnere di gara per Johnny Cecotto nella Formula 2 europea, Newey cominciò a progettare auto da corsa. Il suo primo progetto, la March GTP, fu un veicolo di grande successo e vinse il titolo IMSA per due anni di fila.
Nel 1983 Newey si spostò sul progetto Indycar della March per lavorare sull'auto del 1984. Nuovamente il suo progetto si dimostrò molto competitivo, ottenendo sette vittorie inclusa l'agognata Indy 500. La scocca 85C di Newey vinse il titolo CART l'anno successivo nelle mani di Al Unser, e la sua reputazione di progettista eccezionale fu consolidata quando Bobby Rahal ripeté questo successo nel 1986. Lavorando nel duplice ruolo di progettista e ingegnere di gara, Newey costituì una amicizia profonda con Rahal, un fatto che influenzò la sua carriera per i seguenti quindici anni.
Con le sue auto che vincevano regolarmente le corse del circuito CART, Newey scelse di lasciare la March e di tornare in Europa per lavorare nella Formula Uno, entrando nel team FORCE per migliorarne le scarse fortune. Sfortunatamente il team si ritirò alla fine della stagione 1986, e Newey venne immediatamente riassunto dalla March per lavorare come capoprogetto per la Formula Uno.
In un'epoca dove l'aerodinamica delle auto di Formula Uno era ancora poco conosciuta, Newey fu un innovatore. I suoi progetti del 1988 si dimostrarono molto più competitivi delle aspettative, arrivando a condurre per parte della gara nel Gran Premio del Giappone, sebbene i critici affermarono che la sua ricerca estrema per l'aerodinamica avesse danneggiato il team in altre aree. Con la trasformazione di March in Leyton House, Newey ottenne la promozione al ruolo di Direttore Tecnico. Nonostante avesse indubbiamente i migliori progettisti sul mercato, i risultati del team non furono all'altezza e cominciarono a decrescere finché nell'estate 1990 Newey venne licenziato: non dovette aspettare molto per trovare un nuovo impiego.

### Williams

Parte della squadra al Gran Premio d'Italia 1995; da sinistra: il fondatore e manager Frank Williams, il cofondatore e direttore tecnico Patrick Head, il pilota Damon Hill e Newey, progettista della monoposto FW17.

Nel 1990 la Williams F1 era indubbiamente un team in ascesa e il formidabile direttore tecnico Patrick Head non perse tempo e si assicurò un contratto con Newey. Con un budget immensamente superiore, piloti e risorse a disposizione, Newey e Head rapidamente diventarono la coppia dominante degli anni novanta.
Già a metà stagione 1991 la FW14 di Newey era una dura sfida per la vecchia scuderia dominante, la McLaren, e solo problemi di affidabilità all'inizio della stagione e il genio di Ayrton Senna impedirono a Williams e alla sua prima guida Nigel Mansell di strappare il titolo.
Nel 1992 non vi furono problemi, e con un dominio nello sport non ripetuto fino all'era Ferrari/Schumacher, Mansell vinse il titolo piloti e Newey ottenne il suo primo titolo costruttori. Il 1993 portò un secondo titolo, con Alain Prost al volante della prodigiosa FW15.
Il 1994 vide un raro calo di prestazioni nelle auto di Newey e il team dovette lottare per competere con la Benetton B194 di Rory Byrne. Sempre nel 1994, al Gran Premio di San Marino una catastrofe si abbatté sulla scuderia, con la morte di Ayrton Senna che era entrato nella scuderia proprio quell'anno. Un cambio in corsa, aiutato dalla sospensione di Schumacher, permise a Williams di vincere il terzo titolo costruttori di fila. Tuttavia, Williams non riuscì ad ottenere il terzo titolo piloti e con le accuse di omicidio pendenti per la morte di Senna, cominciarono a crearsi fratture nel rapporto tra Newey e il management di Williams.
Già nel 1995 fu chiaro che Adrian Newey era nuovamente pronto a diventare Direttore di una squadra, ma con Head che copriva anche il ruolo di azionista del team questa possibilità era preclusa. La perdita di entrambi i titoli, piloti e costruttore, in favore della Benetton nel 1995 allontanò ulteriormente Newey e Williams, e nel momento in cui Damon Hill e Jacques Villeneuve conquistarono, rispettivamente, i titoli del 1996 e del 1997, Newey era già in partenza verso la McLaren, alla quale approdò per la stagione 1997. La McLaren non vinse subito: i titoli piloti e costruttori furono appannaggio della Williams, progettata l'anno precedente sempre da Newey.

### McLaren

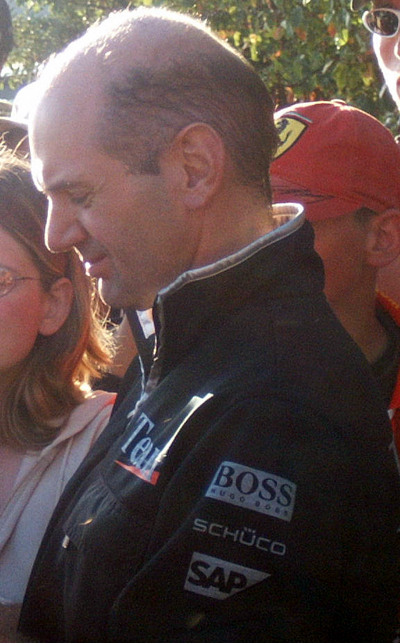
Newey in nel 2004

Non potendo contribuire in modo significativo alla realizzazione della McLaren del 1997, Newey si mise al lavoro per realizzare la vettura della stagione successiva, sulla base di quella della stagione in corso, progettata da Neil Oatley. La vittoria nel Gran Premio d'Europa del 1997 fece entrare la McLaren nella pausa invernale con ottimismo, e quattro mesi dopo la McLaren MP4/13 era già diventata l'auto da battere.
Vinse con Mika Häkkinen i titoli 1998 e 1999, sfiorando il terzo nel 2000. Alla fine degli anni '90 Newey dominava la scena dei tecnici con 6 degli ultimi 10 titoli costruttori, e 67 vittorie ottenute dalle monoposto da lui progettate. Pochi avrebbero potuto prevedere che i successivi cinque anni gli avrebbero lasciato solo 15 vittorie e nessun titolo.
Nell'estate del 2001 Newey fu il tecnico più corteggiato della Formula 1. Su di lui mise gli occhi Bobby Rahal: l'ex pilota e neo direttore della Jaguar (di proprietà dell'americana Ford) tentò di portare via Newey alla McLaren. Nonostante un contratto già firmato, Rahal non fu in grado di completare l'accordo con il responsabile della gestione sportiva McLaren Ron Dennis, che convinse Newey a rimanere. Il suo voltafaccia compromise la credibilità di Rahal nei confronti della Ford che lo licenziò pochi mesi dopo.
Sebbene fosse rimasto in McLaren, circolarono voci che Newey volesse lasciare il team, e verso la fine del 2004 il suo futuro cominciò a diventare incerto quando si diffusero notizie relative al suo ritorno alla Williams o all'abbandono della Formula 1. Nonostante le continue e secche smentite di Ron Dennis, queste voci continuarono per tutta la pausa tra le stagioni 2004 e 2005. Ad aprile 2005 venne confermato il prolungamento del suo contratto con il team per altri sei mesi, cioè fino alla fine dell'anno; poi avrebbe preso un anno sabbatico o si sarebbe ritirato dalla Formula 1; ma il 19 luglio affermò che "è ancora presto per ritirarsi" e che sarebbe rimasto alla McLaren fino al 2005.

### Red Bull Racing

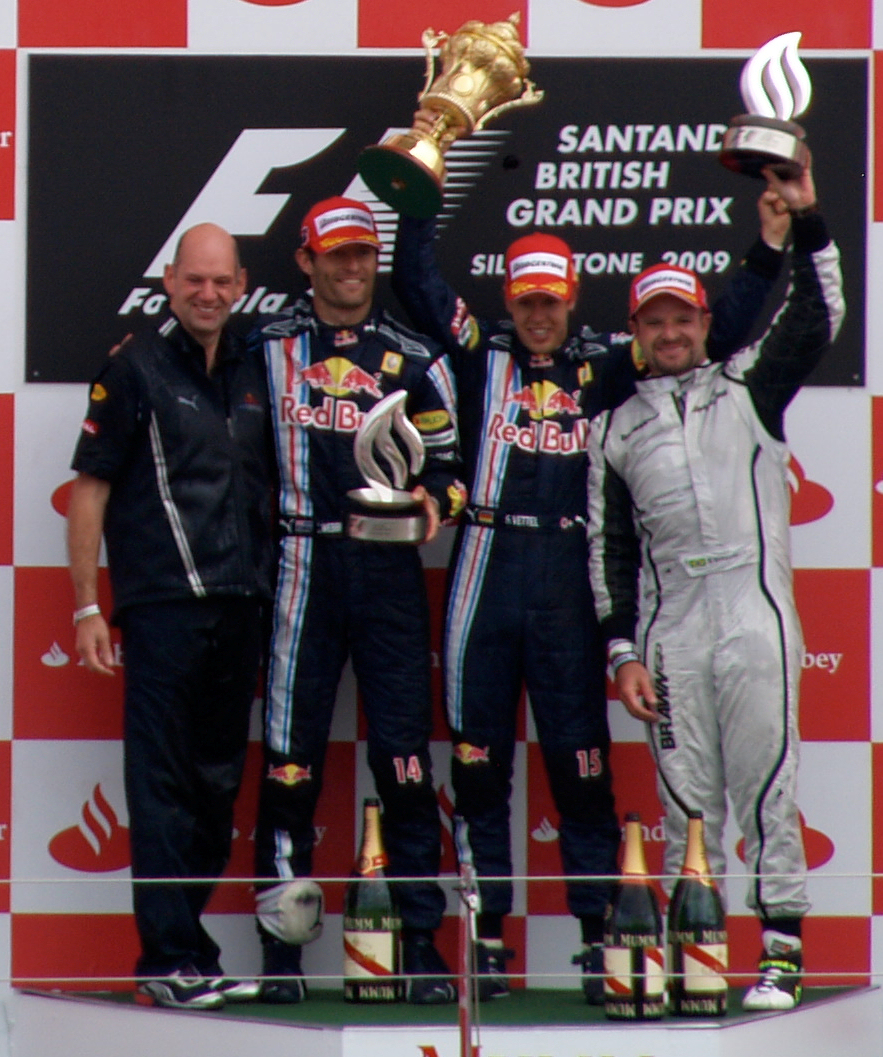
Da sinistra: Newey, direttore tecnico della, sul podio del Gran Premio di Gran Bretagna 2009 con i suoi piloti Mark Webber e Sebastian Vettel; con loro, Rubens Barrichello della.

Nonostante ciò, la Red Bull Racing l'8 novembre annunciò che Newey sarebbe entrato nel team a partire dal febbraio 2006. Al primo anno, avendo poco tempo a disposizione, Newey decide di non lavorare al progetto della RB2 già impostata l'anno prima, e si concentra sulla RB3, dove si possono già notare dei miglioramenti significativi nell'aerodinamica. I motori, per quella stagione, sono forniti dalla Ferrari. Il propulsore cambia però già nel 2007 con la RB3, che monta il V8 Renault proprio su richiesta dell'ingegnere inglese, che ritiene il motore francese di più facile installazione, mentre il Ferrari, che necessita di superfici radianti leggermente più voluminose, passa alla gemella Toro Rosso, che da quell'anno inizia ad usare gli stessi identici telai della Casa Madre. Alcuni problemi tecnici e la mancanza di piloti di punta non fanno ottenere i risultati sperati. Nel 2008 la RB4 è una discreta evoluzione della monoposto 2007, che ottiene alcuni podi e pare in miglioramento. Nel frattempo la Toro Rosso, grazie soprattutto alla stella nascente di Sebastian Vettel, ottiene una clamorosa pole e una vittoria a Monza, sotto l'acqua. Notando le grandi capacità del tedesco, la Red Bull lo ingaggia per l'anno successivo.
Lo stravolgimento regolamentare previsto per la stagione 2009 porta alla presentazione della RB5, che presenta molte soluzioni innovative e si dimostra subito competitiva. In particolare vi è il ritorno al posteriore dello schema sospensivo pull-rod, che consente di adottare cinematismi particolarmente favorevoli per lo sfruttamento degli pneumatici Bridgestone e anche di ridurre all'estremo la sezione della monoposto in quella zona ed ottenere un miglior flusso aerodinamico verso l'ala posteriore e l'estrattore. All'anteriore, il muso molto alto (modificato a metà stagione con una soluzione molto più larga) presenta una profonda scavatura a v nella parte superiore che farà scuola. Per scelta, la RB5 non adotta il sistema di recupero di energia KERS, opzionalmente ammesso dai regolamenti e montato da Ferrari, McLaren, Renault e BMW: ciò si rivelerà un punto di forza in quanto il peso del dispositivo è cospicuo e impedirebbe di posizionare la zavorra nel miglior modo possibile per il bilanciamento della vettura. La polemica scatenata dall'interpretazione "ai limiti" data da alcune squadre alla nuova regola sugli estrattori trova impreparata la Red Bull solo per alcune gare: dal GP di Monaco, Newey adeguerà il fondo della RB5 a quanto fatto da Brawn GP, Williams e Toyota, ricavando due aperture perfettamente integrate con lo schema sospensivo che consentiranno di estrarre una maggior quantità d'aria dal sottoscocca e aumentare così la deportanza.

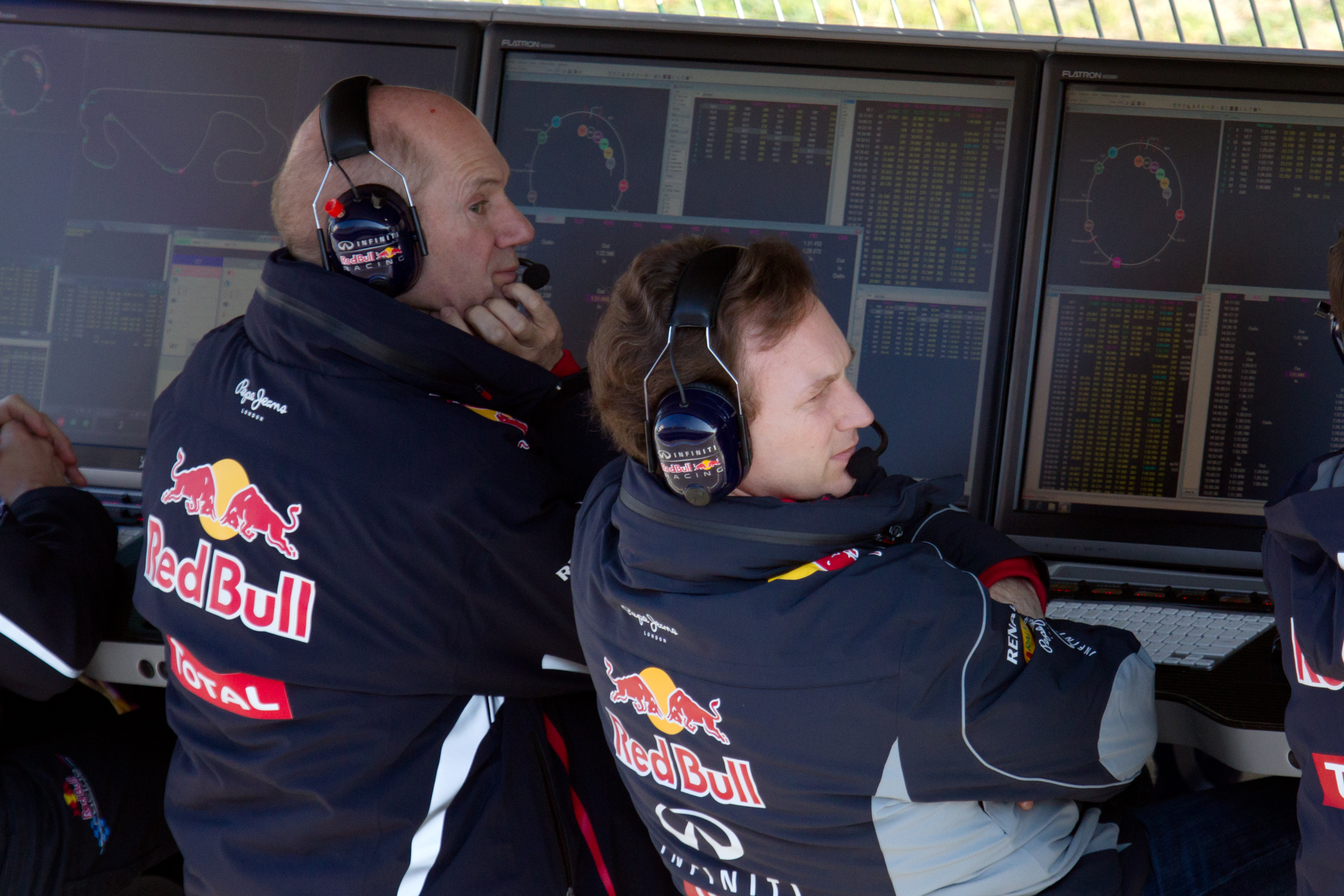
Da sinistra: Newey e il team principal della Red Bull, Christian Horner, ai box di Montmeló mentre seguono i primi test della monoposto RB9 futura campione del mondo.

Vettel regala al team austriaco la prima pole position ma, soprattutto, il primo successo in occasione del Gran Premio di Cina. Poi continua in Gran Bretagna (Vettel), Germania (Webber, ed è anche la sua prima vittoria in carriera), Giappone (Vettel), Brasile (Webber) ed Abu Dhabi (Vettel). Il tedesco arriverà secondo nel mondiale, dietro a Jenson Button della Brawn GP, che vincerà anche il mondiale Costruttori. Il team è 2º nella classifica: ciò dimostra che la squadra è sulla strada giusta e che Newey è tornato a progettare macchine vincenti.
Nel campionato 2010 la sua RB6 - evoluzione della già competitiva RB5 e caratterizzata dal ritorno ad uno schema degli scarichi con i terminali posizionati in basso a livello del fondo della vettura ed una contestuale soffiatura dei gas combusti all'interno nel profilo estrattore attraverso una piccola soffiatura - vince il mondiale costruttori alla penultima gara in Brasile, con una gara d'anticipo e il mondiale piloti con Sebastian Vettel.

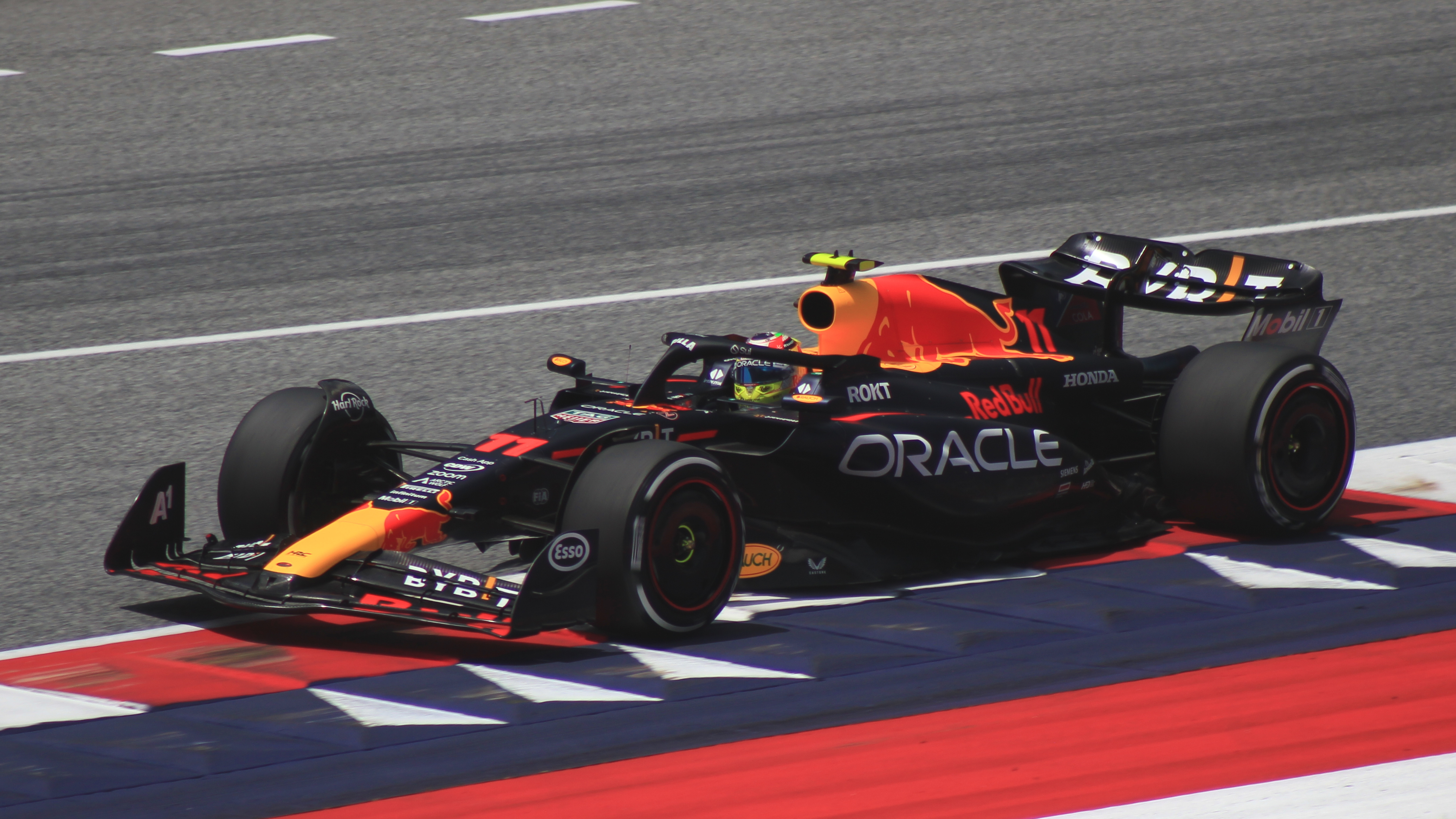
Red Bull RB19, la monoposto più vincente progettata da Newey

Nel campionato 2011 la sua RB7 domina la stagione conquistando diciotto pole position (di cui le prime quindici di fila) in 19 gare (nuovo record), 15 con Sebastian Vettel (record per un singolo pilota in una stagione) e tre con Mark Webber, ben dodici vittorie, undici col tedesco e una con l'australiano, e dieci giri veloci. Sono ventisette i podi (con tre doppiette primo e secondo posto) su 38 massimi disponibili. Un dominio perfino superiore a quello dell'accoppiata Schumacher-Ferrari del 2004. Nel 2012 la sua creatura, la RB8, si dimostra competitiva, vincendo il titolo costruttori con 460 punti e il mondiale piloti con Sebastian Vettel, battendo il ferrarista Fernando Alonso per soli 3 punti nell'ultima gara a Interlagos. Nel 2013 la RB9 vince 13 GP, tutti con Sebastian Vettel, che si riconferma campione del mondo con 397 punti, mentre la Red Bull vince il Mondiale Costruttori con 596 punti. Nel 2014 la scuderia di riferimento diventa la Mercedes GP, che vince mondiale piloti e costruttori. La Red Bull si difende con 3 Gp vinti, tutti da Daniel Ricciardo. Nel 2015 la Red Bull è in crisi, con la Renault accusata di fornire motori poco performanti; i podi ci sono solo in Ungheria e Singapore, dove in quest'ultima pista la Mercedes è in difficoltà per cause relative agli pneumatici. Nel 2016 la situazione cambia: subito Ricciardo si dimostra competitivo e la vittoria arriva in Spagna con il neopromosso Max Verstappen.

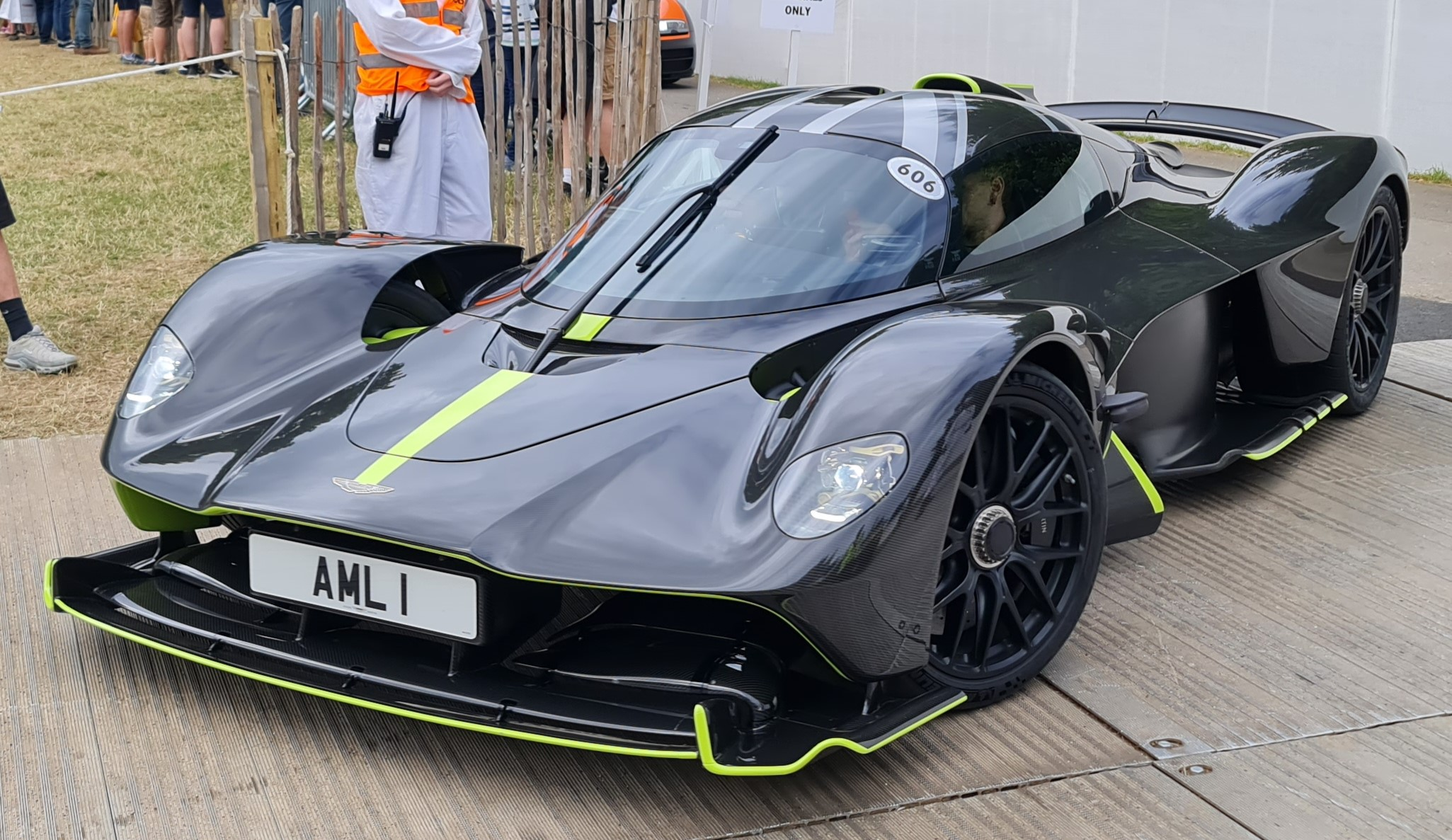
Aston Martin Valkyrie, l'unica vettura stradale progettata da Newey

Nel 2021 la Red Bull di Verstappen vince il mondiale all'ultimo Gran Premio di Abu Dhabi. Nel 2022 la Red Bull domina il mondiale piloti con Max Verstappen che diventa campione del mondo per la seconda volta di fila e vince il mondiale costruttori davanti alla Ferrari.             Nel 2023 realizza la RB19 che domina la stagione vincendo 21 delle 22 gare disponibili rendendo questa macchina la più vincente mai concepita dal progettista inglese. Nel dicembre 2021 è stata tradotta in italiano la sua autobiografia (del 2017), Come ho progettato il mio sogno.

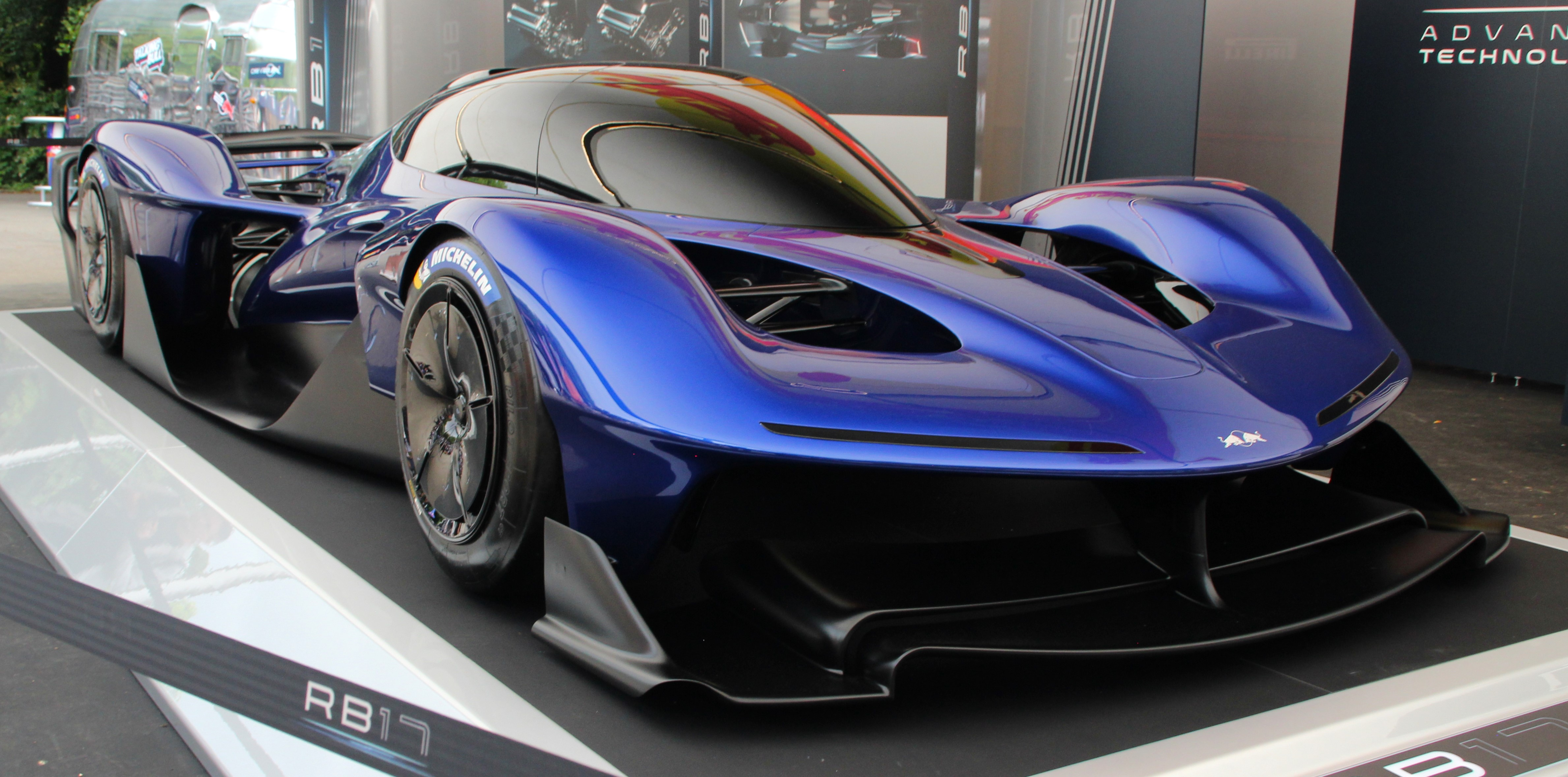
Red Bull RB17

Il 1º maggio 2024 annuncia la separazione con il team Red Bull dopo il primo trimestre 2025, venendo ingaggiato l'11 settembre 2024 dall'Aston Martin al termine del periodo di gardening leave.
Il successivo 12 luglio, in occasione del Festival di Goodwood, la Red Bull ha presentato la Red Bull RB17 progettata dallo stesso Newey. Il suo motore V10 è in grado di raggiungere 15000 giri al minuto e riesce a sviluppare 1000 cavalli, ai quali si aggiungono 200 cavalli derivati dal motore elettrico, ottenendo così una potenza complessiva di 1200 cavalli. Il peso dell'auto è di circa 900 kg: ciò è stato reso possibile grazie all'uso di materiali compositi e di una scocca biposto in fibra di carbonio. L'aerodinamica dell'auto deriva direttamente da quella delle vetture di F1, in grado di generare deportanza soprattutto in curva grazie ad un complesso sistema di canali venturi al di sotto dell'auto. L'auto è in grado di superare i 350 km/h. I 50 esemplari della vettura, dal costo di circa 5 milioni di sterline, sono stati tutti venduti ancora prima dell'inizio della produzione in serie.

## Opere
- (EN) How to build a car, Londra, HarperCollins, 2017, ISBN 9780008196806, SBN UBO4295835.